# Nature Ecology and Evolution
Nature Ecology and Evolution è una rivista scientifica mensile sottoposta a revisione paritaria e disponibile solo online. Pubblicata dalla Nature Portfolio, tratta tutti gli aspetti della ricerca sull'ecologia e la biologia evolutiva. È stata fondata nel 2017. Il suo primo caporedattore è stato Patrick Goymer,  mentre quello attuale è Simon Harold. 
Secondo il Journal Citation Reports, Nature Ecology and Evolution ha avuto nel 2024 un fattore di impatto pari a 14,2.